# Rennrodel-Weltcup 2004/05
Die Weltcupsaison 2004/05 im Rennrodeln begann am 8. November 2004 im erzgebirgischen Altenberg und endete am 23. Januar 2005 in Winterberg. Der Höhepunkt der Saison waren die 38. Rennrodel-Weltmeisterschaften vom 18. bis zum 20. Februar 2005 im US-amerikanischen Park City.
Die ursprünglich mit neun Weltcupstationen geplante Saison wurde nach Absage der Wettbewerbe in Cesana an acht Weltcupstationen ausgetragen. Während der Saison fanden drei Mannschaftswettbewerbe statt.

## Weltcupergebnisse
| Datum                     | Ort           | Disziplin     | Sieger                                                                         | Zweiter                                                                               | Dritter                                                                   |
| ------------------------- | ------------- | ------------- | ------------------------------------------------------------------------------ | ------------------------------------------------------------------------------------- | ------------------------------------------------------------------------- |
| 08. bis 14.11.2004        | Altenberg     | Einsitzer (F) | Anke Wischnewski                                                               | Silke Kraushaar                                                                       | Nina Reithmayer                                                           |
| 08. bis 14.11.2004        | Altenberg     | Einsitzer (M) | Markus Kleinheinz                                                              | Albert Demtschenko                                                                    | Armin Zöggeler                                                            |
| 08. bis 14.11.2004        | Altenberg     | Doppel (M)    | Andreas Linger Wolfgang Linger                                                 | Christian Oberstolz Patrick Gruber                                                    | Sebastian Schmidt André Forker                                            |
| 15. bis 21.11.2004        | Sigulda       | Einsitzer (F) | Silke Kraushaar                                                                | Anna Orlova                                                                           | Natalja Jakuschenko                                                       |
| 15. bis 21.11.2004        | Sigulda       | Einsitzer (M) | Albert Demtschenko                                                             | Mārtiņš Rubenis                                                                       | Markus Kleinheinz                                                         |
| 15. bis 21.11.2004        | Sigulda       | Doppel (M)    | André Florschütz Torsten Wustlich                                              | Christian Oberstolz Patrick Gruber                                                    | Mark Grimmette Brian Martin                                               |
| 29.11. bis 05.12.2004     | Lake Placid   | Einsitzer (F) | Barbara Niedernhuber                                                           | Regan Lauscher                                                                        | Anastasia Oberstolz-Antonowa                                              |
| 29.11. bis 05.12.2004     | Lake Placid   | Einsitzer (M) | David Möller                                                                   | Tony Benshoof                                                                         | Armin Zöggeler                                                            |
| 29.11. bis 05.12.2004     | Lake Placid   | Doppel (M)    | Sebastian Schmidt André Forker                                                 | Christian Oberstolz Patrick Gruber                                                    | Gerhard Plankensteiner Oswald Haselrieder                                 |
| 29.11. bis 05.12.2004     | Lake Placid   | Team          | DeutschlandDavid Möller Silke Kraushaar Sebastian Schmidt André Forker         | ItalienArmin Zöggeler Anastasia Oberstolz-Antonowa Christian Oberstolz Patrick Gruber | ÖsterreichMartin Abentung Veronika Halder Andreas Linger Wolfgang Linger  |
| 06. bis 12.12.2004        | Calgary       | Einsitzer (F) | Barbara Niedernhuber                                                           | Sylke Otto                                                                            | Silke Kraushaar                                                           |
| 06. bis 12.12.2004        | Calgary       | Einsitzer (M) | David Möller                                                                   | Tony Benshoof                                                                         | Albert Demtschenko                                                        |
| 06. bis 12.12.2004        | Calgary       | Doppel (M)    | Mark Grimmette Brian Martin                                                    | André Florschütz Torsten Wustlich                                                     | Sebastian Schmidt André Forker                                            |
| 27.12.2004 bis 02.01.2005 | Oberhof       | Einsitzer (F) | Barbara Niedernhuber                                                           | Sylke Otto                                                                            | Silke Kraushaar                                                           |
| 27.12.2004 bis 02.01.2005 | Oberhof       | Einsitzer (M) | Albert Demtschenko                                                             | David Möller                                                                          | Georg Hackl                                                               |
| 27.12.2004 bis 02.01.2005 | Oberhof       | Doppel (M)    | André Florschütz Torsten Wustlich                                              | Marcel Lorenz Christian Baude                                                         | Markus Schiegl Tobias Schiegl                                             |
| 27.12.2004 bis 02.01.2005 | Oberhof       | Team          | DeutschlandSebastian Schmidt André Forker Silke Kraushaar David Möller         | ItalienChristian Oberstolz Patrick Gruber Anastasia Oberstolz-Antonowa Armin Zöggeler | ÖsterreichMarkus Schiegl Tobias Schiegl Nina Reithmayer Markus Kleinheinz |
| 03. bis 06.01.2005        | Königssee     | Einsitzer (F) | Silke Kraushaar                                                                | Barbara Niedernhuber                                                                  | Anke Wischnewski                                                          |
| 03. bis 06.01.2005        | Königssee     | Einsitzer (M) | Albert Demtschenko                                                             | Georg Hackl                                                                           | David Möller                                                              |
| 03. bis 06.01.2005        | Königssee     | Doppel (M)    | Patric Leitner Alexander Resch                                                 | André Florschütz Torsten Wustlich                                                     | Andreas Linger Wolfgang Linger                                            |
| 03. bis 06.01.2005        | Königssee     | Team          | DeutschlandAndré Florschütz Torsten Wustlich Barbara Niedernhuber David Möller | ÖsterreichAndreas Linger Wolfgang Linger Sonja Manzenreiter Markus Kleinheinz         | Vereinigte StaatenMark Grimmette Brian Martin Ashley Hayden Tony Benshoof |
| 10. bis 16.01.2005        | Igls          | Einsitzer (F) | Sylke Otto                                                                     | Barbara Niedernhuber                                                                  | Silke Kraushaar                                                           |
| 10. bis 16.01.2005        | Igls          | Einsitzer (M) | Georg Hackl                                                                    | Markus Kleinheinz                                                                     | Armin Zöggeler                                                            |
| 10. bis 16.01.2005        | Igls          | Doppel (M)    | Patric Leitner Alexander Resch                                                 | André Florschütz Torsten Wustlich                                                     | Christian Oberstolz Patrick Gruber                                        |
| 17. bis 23.01.2005        | Winterberg    | Einsitzer (F) | Sylke Otto                                                                     | Silke Kraushaar                                                                       | Ashley Hayden                                                             |
| 17. bis 23.01.2005        | Winterberg    | Einsitzer (M) | Albert Demtschenko                                                             | Georg Hackl                                                                           | Armin Zöggeler                                                            |
| 17. bis 23.01.2005        | Winterberg    | Doppel (M)    | Christian Oberstolz Patrick Gruber                                             | Gerhard Plankensteiner Oswald Haselrieder                                             | Mark Grimmette Brian Martin                                               |
| 31.01. bis 06.02.2005     | Cesana Pariol | Einsitzer (F) | Wettkämpfe abgesagt                                                            | Wettkämpfe abgesagt                                                                   | Wettkämpfe abgesagt                                                       |
| 31.01. bis 06.02.2005     | Cesana Pariol | Einsitzer (M) | Wettkämpfe abgesagt                                                            | Wettkämpfe abgesagt                                                                   | Wettkämpfe abgesagt                                                       |
| 31.01. bis 06.02.2005     | Cesana Pariol | Doppel (M)    | Wettkämpfe abgesagt                                                            | Wettkämpfe abgesagt                                                                   | Wettkämpfe abgesagt                                                       |
| 31.01. bis 06.02.2005     | Cesana Pariol | Team          | Wettkämpfe abgesagt                                                            | Wettkämpfe abgesagt                                                                   | Wettkämpfe abgesagt                                                       |

## Weltcupstände und erreichte Platzierungen
− = keine Teilnahme | dsq = disqualifiziert | dnf = did not finish („nicht ins Ziel gekommen“) | dns = did not start („nicht angetreten“ – gemeldet, aber kein Start)

### Endstand im Einsitzer der Frauen
| Rang | Name                         | Land               | ALT | SIG | LAP | CAL | OBE | KÖN | IGL | WIN | Punkte |
| ---- | ---------------------------- | ------------------ | --- | --- | --- | --- | --- | --- | --- | --- | ------ |
| 01.  | Barbara Niedernhuber         | Deutschland        | 4   | 7   | 1   | 1   | 1   | 2   | 2   | 4   | 636    |
| 02.  | Silke Kraushaar              | Deutschland        | 2   | 1   | 7   | 3   | 3   | 1   | 3   | 2   | 626    |
| 03.  | Sylke Otto                   | Deutschland        | 13  | 9   | 8   | 2   | 2   | 4   | 1   | 1   | 541    |
| 04.  | Anastasia Oberstolz-Antonowa | Italien            | 5   | 4   | 3   | 4   | 20  | 16  | 8   | 5   | 388    |
| 05.  | Anke Wischnewski             | Deutschland        | 1   | –   | 5   | 5   | –   | 3   | 4   | 7   | 386    |
| 06.  | Natalja Jakuschenko          | Ukraine            | 8   | 3   | 4   | –   | 8   | 5   | 6   | 6   | 369    |
| 07.  | Nina Reithmayer              | Österreich         | 3   | 6   | 10  | 10  | 7   | 8   | 10  | 9   | 355    |
| 08.  | Regan Lauscher               | Kanada             | 7   | 12  | 2   | 8   | 16  | 9   | 13  | 24  | 316    |
| 09.  | Ashley Hayden                | Vereinigte Staaten | 22  | 11  | –   | 7   | 6   | 6   | 7   | 3   | 315    |
| 10.  | Lilia Ludan                  | Ukraine            | 10  | 5   | 6   | –   | 5   | 12  | 11  | 11  | 296    |

### Endstand im Einsitzer der Männer
| Rang | Name               | Land               | ALT | SIG | LAP | CAL | OBE | KÖN | IGL | WIN | Punkte |
| ---- | ------------------ | ------------------ | --- | --- | --- | --- | --- | --- | --- | --- | ------ |
| 01.  | Albert Demtschenko | Russland           | 2   | 1   | 17  | 3   | 1   | 1   | 6   | 1   | 629    |
| 02.  | Georg Hackl        | Deutschland        | 5   | 7   | –   | 4   | 3   | 2   | 1   | 2   | 501    |
| 03.  | Markus Kleinheinz  | Österreich         | 1   | 3   | 7   | 4   | 6   | 8   | 2   | 11  | 487    |
| 03.  | David Möller       | Deutschland        | 6   | 19  | 1   | 1   | 2   | 3   | 27  | 7   | 487    |
| 05.  | Armin Zöggeler     | Italien            | 3   | 5   | 3   | 6   | 4   | 12  | 3   | 3   | 477    |
| 06.  | Tony Benshoof      | Vereinigte Staaten | 4   | 8   | 2   | 2   | 8   | 6   | 5   | 5   | 474    |
| 07.  | Reinhold Rainer    | Italien            | 23  | 4   | 6   | 8   | 11  | 7   | 10  | 4   | 346    |
| 08.  | Jan Eichhorn       | Deutschland        | 7   | 11  | 4   | 11  | 5   | 16  | 7   | 18  | 323    |
| 09.  | Jaroslav Slavik    | Slowakei           | 11  | 25  | 14  | 14  | 14  | 10  | 4   | 8   | 272    |
| 10.  | Wiktor Kneib       | Russland           | 12  | 14  | 12  | 16  | 15  | 5   | 8   | 13  | 270    |

### Endstand im Doppelsitzer der Männer
| Rang | Namen                                     | Land        | ALT | SIG | LAP | CAL | OBE | KÖN | IGL | WIN | Punkte |
| ---- | ----------------------------------------- | ----------- | --- | --- | --- | --- | --- | --- | --- | --- | ------ |
| 01.  | Christian Oberstolz Patrick Gruber        | Italien     | 2   | 2   | 2   | 4   | 7   | 4   | 3   | 1   | 591    |
| 02.  | André Florschütz Torsten Wustlich         | Deutschland | 5   | 1   | dnf | 2   | 1   | 2   | 2   | 4   | 570    |
| 03.  | Andreas Linger Wolfgang Linger            | Österreich  | 1   | 5   | 6   | 8   | 6   | 3   | 4   | 6   | 477    |
| 04.  | Mark Grimmette Brian Martin               | USA         | 8   | 3   | 4   | 1   | 12  | 6   | 7   | 3   | 470    |
| 05.  | Markus Schiegl Tobias Schiegl             | Österreich  | 6   | 4   | 5   | 6   | 3   | 5   | 6   | 9   | 429    |
| 06.  | Sebastian Schmidt André Forker            | Deutschland | 3   | 6   | 1   | 3   | 4   | dnf | 9   | dnf | 389    |
| 07.  | Gerhard Plankensteiner Oswald Haselrieder | Italien     | 4   | dnf | 3   | dsq | 5   | 7   | 5   | 2   | 371    |
| 08.  | Grant Albrecht Eric Pothier               | Kanada      | 9   | 7   | 10  | 5   | 11  | 14  | 11  | 10  | 308    |
| 09.  | Preston Griffall Dan Joye                 | USA         | 14  | 14  | 9   | 11  | 18  | 11  | 15  | 7   | 258    |
| 10.  | Patric Leitner Alexander Resch            | Deutschland | dnf | –   | –   | –   | –   | 1   | 1   | 5   | 255    |

### Endstand im Mannschaftswettbewerb
| Rang | Land               | LAP | OBE | KÖN | Punkte |
| ---- | ------------------ | --- | --- | --- | ------ |
| 01.  | Deutschland        | 1   | 1   | 1   | 300    |
| 02.  | Italien            | 2   | 2   | 4   | 230    |
| 03.  | Österreich         | 3   | 3   | 2   | 225    |
| 04.  | Vereinigte Staaten | 4   | 4   | 3   | 190    |
| 05.  | Kanada             | 7   | 5   | 5   | 156    |
| 06.  | Russland           | 5   | 6   | 6   | 155    |
| 07.  | Polen              | 6   | 7   | 9   | 135    |
| 08.  | Tschechien         | –   | 8   | 10  | 078    |
| 09.  | Lettland           | –   | –   | 7   | 046    |
| 10.  | Slowakei           | dns | –   | 8   | 042    |